# Gary Bauer
Gary Lee Bauer (nacido el 4 de mayo de 1946 en Covington, Kentucky)
 es un político conservador de Estados Unidos, llama la atención por sus vínculos y campañas con varios grupos cristianos evangélicos. Bauer recibió un título de licenciatura de Georgetown College y una licenciatura en Derecho por la Universidad de Georgetown. Se desempeñó como subsecretario de educación de Ronald Reagan entre 1982 y 1987, y como asesor en política interior, de 1987 a 1988. Cuando estaba trabajando para Reagan, fue nombrado Presidente del Grupo Especial de Trabajo sobre la Familia. Su informe, "La Familia: Preservando el futuro estadounidense", fue presentado al presidente en diciembre de 1986.
Bauer se desempeñó como presidente del Family Research Council (Consejo de Investigación de Familia) entre 1988 y 1999. Él renunció a este cargo para lanzar su candidatura para presidente de los Estados Unidos por el Partido Republicano. Él desertó de la carrera después de las elecciones primarias en febrero de 2000. En 1996, fundó la Campaña para Familias Trabajadoras (CWF), un Comité de acción política no partidista dedicado a la elección de candidatos profamilia, provida y prolibre en las oficinas federales y estatales. Además de servir como presidente de la CWF, Bauer es también el presidente de American Values, una organización sin fines de lucro comprometida con la defensa de la vida, el matrimonio tradicional y la formación de los niños con valores conservadores. Gary Bauer fue uno de los firmantes de la Declaración de Principios del Proyecto para el Nuevo Siglo Americano (PNAC), el 3 de junio de 1997.